# Philibertia volcanensis
Philibertia volcanensis är en oleanderväxtart som först beskrevs av T.Mey., och fick sitt nu gällande namn av Goyder. Philibertia volcanensis ingår i släktet Philibertia och familjen oleanderväxter. Inga underarter finns listade i Catalogue of Life.